# 日本体育大学バスケットボール部
日本体育大学バスケットボール部（にぽんたいいくだいがくバスケットボールぶ）は、日本体育大学に所属するバスケットボールチームである。大学の略称は日体（にったい）または日体大（にったいだい）。
日本体育大学世田谷キャンパススポーツ棟メインアリーナ（旧世田谷深沢校舎第1体育館）を練習拠点としている。男子は関東大学バスケットボール連盟所属で、愛称「ライオンズ」旧グリズリー。女子は関東大学女子バスケットボール連盟所属で、愛称は「フェニックス」。

## 歴史
明治24年日本體育会が起源、明治26年体操練習所、日本体育会体操学校、日本体育専門学校、日本体育大学と変遷。
1926年（大正15年）創部。
教員養成（スポーツ科学・児童スポーツ教育・保健医療）系で多くの体育指導者（体育教師・実業団監督・コーチ等）・日本代表選手（オリンピック大会・世界選手権大会代表選手）・bjリーグ選手等を輩出している。卒業後、学校の教員（監督・部長・コーチ等）になりチーム（学校）を全国総体・ウィンターカップ（全国高等学校バスケットボール選手権大会）全国中学校バスケットボール大会に導く指導者も多い。チームスローガンは「PLAY HARD」である。注-PLAY HARDの本来の英語訳は、自分の楽しいと感じたことを楽しみながら全力で夢中になることである。
1969年（昭和44年）に全日本学生選手権初優勝を決め、以来2011年現在史上最多の14度インカレ優勝（4連勝を含む）果たしている。なお女子チーム日体大フェニックスも2011年現在で最多優勝校であり19回優勝（5連勝を含む）している。アニメ「SLAM DUNK」の登場人物である湘北高校バスケ部主将赤木剛憲をスカウトにきた大学バスケットボール界の名門深沢体育大学は日体大ライオンズ旧愛称グリズリーがモデル校と云われている。
また、筑波大学との定期戦（交流戦）は大学バスケットボール界における伝統の一戦「通称日筑（にっつく）戦・NITTUKU BASKETBALL FESTIVAL」として行われている。新春の4月または5月に代々木体育館で実施され両大学新チーム初のメンバー（公式メンバー）が出揃う。ユニフォームは体育大の旧漢字（體育大）横文字を使用している。

## 主な成績
男子
- 全日本大学バスケットボール選手権大会優勝：14回（1969年、1978年、1981年、1982年、1985年、1987年、1989年、1990年、1991年、1996年、1997年、1998年、1999年、2001年）　最多優勝校2018現在
- 関東大学バスケットボール選手権大会優勝：22 回
- 関東大学バスケットボールリーグ戦優勝：24回

女子
- 全日本大学バスケットボール選手権大会優勝：19回　最多優勝校2018年現在
- 関東大学バスケットボール選手権大会優勝：28回
- 関東大学女子バスケットボールリーグ戦優勝：34回

## 主な卒業生

### 男子（ライオンズ旧愛称グリズリー）
- 石川武 - アジア事務総長
- 一色建志 - 全日本代表ジュニアコーチ、聖カタリナ学園高等学校教員 - 元アイシン・エィ・ダブリュ ウィングスヘッドコーチ
- 原田茂 - 日本協会理事
- 清水義明 - 元日体大監督、バスケットボール日本代表監督 1978年・1980年-1983年・1990年
- 大河原則人 - 渡米してバスケットボール審判員となる。bjリーグ最年少審判員
- 加藤廣志 - 能代工業高等学校元監督
- 清水良規 - 三菱電機ダイヤモンドドルフィンズ名古屋コーチ
- 阿部成章 - 実業団バスケットボール部入社第1号、日本鉱業監督
- 内海知秀 - 日本鉱業 - 札幌大学教員 - 全日本女子ヘッドコーチ・アテネ五輪女子監督
- 本間大輔 - 上智大学バスケットボール部コーチ
- 陸川章 - NKK - 東海大学監督（ヘッドコーチ）
- 山下雄樹 - 三菱電機コアラーズ監督
- 梅嵜英毅 - 山梨学院大学女子監督
- 天日謙作 - 松下電器 - 大阪エヴェッサ監督
- 三宅学 - NKK - 松下電器 - 横浜清風高校監督
- 細野真 - 新潟アルビレックスBB - 新潟医療福祉大学教員
- 後藤正規 - 東海大学コーチ
- 藤田将弘 - 元三菱電機ダイヤモンドドルフィンズヘッドコーチ - 現日本体育大学男子バスケットボール部ヘッドコーチ
- 古田悟 - トヨタ自動車アルバルク、2006年世界選手権大会主将
- 赤穂真 - 元石川ブルースパークス
- 沖田眞　-　元三菱電機所属、元オールジャパンベスト5、現愛知産業大学工業高等学校教員
- 堀田剛司 - 横浜ビー・コルセアーズ
- 鈴木裕紀 - 大分ヒートデビルズヘッドコーチ
- 鈴木浩平 - 元三菱電機ダイヤモンドドルフィンズ
- 藤本浩太郎 - 元三菱電機ダイヤモンドドルフィンズ
- 篠原隆史 - 元東芝ブレイブサンダース
- 大野篤史 - 元パナソニックトライアンズ
- 小谷究 - 流通経済大学ヘッドコーチ、元日本体育大学男子バスケットボール部ヘッドコーチ（2007-2009）
- 斉藤資 - 元大阪エヴェッサ
- 与那嶺翼 - 岩手ビッグブルズ
- 瀬戸孝幸 - 大阪産業大学人間環境学部教員、元日本代表
- 橘佳宏 - つくばロボッツ
- 大西崇範 - 東芝ブレイブサンダース神奈川
- 新井靖明 - 仙台89ERS
- 鵜澤潤 - 三菱電機ダイヤモンドドルフィンズ名古屋
- 仲村直人 - 大阪エヴェッサ
- 岡田卓也 - さいたまブロンコス - ABA
- 木下博之 - 和歌山トライアンズ
- 野口大介 - レバンガ北海道
- 佐藤濯 - 元大塚商会 - レラカムイ北海道
- 御手洗貴暁 - 元大塚商会 - レラカムイ北海道
- 高田秀一 - 大阪エヴェッサ
- 田中健介 - 千葉ジェッツ
- 熊谷尚也 - アルティーリ千葉
- 大浦颯太 - 三遠ネオフェニックス

### 女子フェニックス
- 生井けい子 - 1975世界選手権・1976年モントリオールオリンピック出場
- 矢代直美 - 元JALラビッツ、2008年女子日本代表、2004年アテネオリンピック出場
- 玉城昌子　- シャンソン化粧品
- 今美春　-　元富士通レッドウェーブ所属
- 吉田沙織 - 元JALラビッツ
- 市野育代 - 富士通レッドウェーブ
- 石川麻衣 - 富士通レッドウェーブ
- 野田裕子 - 日立ハイテク クーガーズ
- 松尾香奈 - 元三菱電機
- 小菅由香 - 三菱電機コアラーズ
- 満島みなみ - モデル